# Studio Filmowe Iluzjon
Studio Filmowe Iluzjon – polskie studio produkcji filmów, powstałe 1 maja 1955 r. Pod koniec roku 1987 zakończyło działalność. W tym okresie studio wyprodukowało ponad 150 filmów.

## Kierownicy artystyczni
- Ludwik Starski (1955-1963)
- Czesław Petelski (1963-1987)

## Kierownicy literaccy
- Anatol Stern (1955-1956)
- Stanisław Dygat (1956-1957)
- Zdzisław Skowroński (1957-1969)
- Andrzej Mularczyk (1970-1977)
- Jerzy Stefan Stawiński (1977-1981)
- Jerzy Janicki (1982-1987)

## Szefowie produkcji
- Tadeusz Karwański (1955-1956)
- Edward Zajicek (1956-1966)
- Stanisław Zylewicz (1966-?)
- Zbigniew Brejtkopf (1982-1987)